# Dawson (Chile)
Dawson (hiszp. Isla Dawson) – wyspa w południowym Chile, będąca częścią archipelagu Ziemi Ognistej. Administracyjne położona jest w regionie Magallanes.